# Lingua franca nova
Lingua franca nova, skraćeno kao LFN i kolokvijalno poznat kao Elefen, je pomoćni konstruirani jezik koji je izvorno stvorio C. George Boeree sa Sveučilišta Shippensburg, Pennsylvania, a dalje su ga razvili mnogi njegovi govornici. Njegov se rječnik prvenstveno temelji na romanskim jezicima, odnosno francuskom, talijanskom, portugalskom, španjolskom i katalonskom. Lingua Franca Nova ima fonemski pravopis koji se temelji na 22 slova latiničnog pisma (ćirilično pismo je također bilo službeno pismo, no do 2021.).

## Gramatika
Gramatika jezika je pojednostavljena gramatika zajedničke gramatike romanskih jezika katalonskog, francuskog, talijanskog, portugalskog i španjolskog. Kao takva, nalikuje gramatikama romanskih kreolskih govora kao što su haićanski kreolski, zelenortski kreolski, papiamentu i chavacano.

### Pravopis i izgovor

#### Abeceda
Elefen koristi latinicu.
- mala slova
  - a b c d e f g h i j l m n o p r s t u v x z
- velika slova
  - A B C D E F G H I J L M N O P R S T U V X Z

K (k), Q (q), W (w) i Y (y) ne pojavljuju se u običnim riječima. U oko stotinu međunarodnih riječi neromanskog porijekla, W se može umjesto U, a Y umjesto I. Primjeri takvih riječi su: ioga/yoga, piniin/pinyin, sueter/sweter, ueb/web. Osim toga, K, Q, W i Y koriste se samo za očuvanje izvornih oblika vlastitih imenica i riječi koje nisu dio Elefena.
H također nije uobičajeno, ali se nalazi u nekim tehničkim i kulturnim terminima.